# エタリオウ
エタリオウ（英：Etario）は、日本の競走馬。馬名の由来は「得たりおう。うまくしとめたとき、応戦するときに発する言葉」。
勝ち鞍が未勝利戦のみにもかかわらずGIレース含め2着7回と好走していたことから、ファンに「最強の1勝馬」と呼ばれていた。

## 経歴

### デビュー前
2015年2月13日、北海道安平町のノーザンファームで誕生。2016年のセレクトセール1歳馬市場に上場され、Gリビエール・レーシング代表の森岡幸人によって8,700万円(税抜)で落札された。

### 2歳（2017年）
栗東・友道康夫厩舎に入厩。9月24日の新馬戦（阪神芝2000m）でデビューし、4着となる。2戦目の未勝利戦では最後方追走から4コーナーで一気の捲りで先頭に立ち、そのまま押し切って初勝利を挙げた。年末の500万下条件戦では直線で外からシャルドネゴールドに交わされ、2着となった。

### 3歳（2018年）
3歳初戦の梅花賞(500万下)では後方から追い込むも先行したメイショウテッコンにハナ差及ばず2着となる。なお、このレースでは直線で内側に斜行し、3頭の進路を妨害。鞍上の和田竜二が9日間の騎乗停止処分となり、本馬も平地調教注意となった。続くゆきやなぎ賞(500万下)では早め先頭から粘り込みを図るも、サトノワルキューレに差し切られて2着に敗れた。格上挑戦で挑んだ青葉賞ではゴーフォザサミットに交わされてからもしぶとく粘り、3着スーパーフェザーにハナ差先着して4戦連続の2着とし、東京優駿への優先出走権を手にした。
東京優駿ではヒュー・ボウマンを鞍上に迎えたが、下馬評では完全な伏兵扱いであった。ボウマンは「調教に乗った感じと今までの映像を観た感じでは、終いを活かす競馬をした方が良い」と陣営に進言し、前走までとは一転して後方待機の競馬を選択する。レースは上位を先行馬が占める展開になったが、エタリオウ1頭だけが後方から上位争いに加わり、僅差の4着に入った。しかし、最後の直線で外側に斜行したことでボウマンは9日間の騎乗停止処分を受けた。
秋初戦の神戸新聞杯ではミルコ・デムーロと新コンビを結成。最後方追走から直線大外を追い込み、同厩舎のダービー馬ワグネリアンに半馬身差の2着となった。しかし、またしても悪癖が顔を出して直線で内側に斜行。デムーロは過怠金3万円を課された。2番人気に推された菊花賞では超スローペースの中、徐々にポジションを上げていき、直線入り口で先頭に躍り出たが、内側を急追してきたフィエールマンにゴール前でハナ差交わされてまたも2着に惜敗した。

### 4歳（2019年）
4歳初戦となった日経賞では1番人気に推され、先団追走から向こう正面で逃げるメイショウテッコンに並びかけたが、直線では逃げ粘るメイショウテッコンとの差を詰められず3戦連続の2着となった。
古馬2戦目は天皇賞（春）に出走。フィエールマンに次ぐ2番人気に推される。レースでは最後方待機から直線の末脚に賭けるも、道中のペースが緩んだ事が影響し4着に終わった。
続いて第60回宝塚記念 (GI)に横山典弘を鞍上に迎えて出走。12頭中6頭がGI馬という中で、2016年ダービー馬マカヒキや2017年皐月賞馬アルアインを抑えた4番人気となる。レースでは後方待機策を取ったものの直線でバテてしまい、結果は自身最低の9着に沈んだ。
秋初戦の京都大賞典 (GII)は本年の天皇賞（春）でフィエールマンと接戦を演じて2着に入ったグローリーヴェイズに次ぐ2番人気に推されたが、直線で伸びを欠き5着に終わった。レース後、鞍上の横山典弘騎手は「もうちょっとラストは動いてほしかった。ブリンカーを深くするなど、これから考えていかないと…」と今後の課題を述べた。
次走のジャパンカップも7着に敗れたが、鞍上の横山典弘は レース後に「この馬らしさを見せてくれた。スイッチが入った感じだった」と語った（第39回ジャパンカップも参照）。
年末の有馬記念には10番人気で出走。鞍上の横山典弘が「前走以上の出来だ」と語っていたものの、レースでは展開が向かず10着に敗れた（第64回有馬記念も参照）。

### 5歳（2020年）
日経賞で始動したが6着、天皇賞（春）では10着と大敗。秋冬のレースでの復活が目指されていたが、その後、脚の腫れなどが見られたため、出走を断念して2020年12月10日付けでJRA競走馬登録を抹消、引退となった。

### 引退後
引退後はYogiboヴェルサイユリゾートファームで種牡馬となった。初年度はアーモンドアイの半姉パンドラズホープなど4頭に種付けを行った。
1勝馬ながら本賞金1億9570万円を獲得した本馬は、1986年以降にJRAでデビューした1勝馬の中で最高額の記録となった。

## 競走成績
以下の内容は、netkeiba.comの情報に基づく。
| 競走日     | 競馬場 | 競走名       | 格      | 距離（馬場）  | 頭 数 | 枠 番 | 馬 番 | オッズ （人気） | 着順 | タイム （上がり3F） | 着差 | 騎手        | 斤量 [kg] | 1着馬（2着馬）     | 馬体重 [kg] |
| ---------- | ------ | ------------ | ------- | ------------- | ----- | ----- | ----- | --------------- | ---- | ------------------- | ---- | ----------- | --------- | ------------------ | ----------- |
| 2017.09.24 | 阪神   | 2歳新馬      |         | 芝2000m（良） | 8     | 7     | 7     | 009.20（4人）   | 04着 | R2:03.4（33.8）     | -0.6 | 0福永祐一   | 54        | ドンアルゴス       | 472         |
| 0000.10.14 | 京都   | 2歳未勝利    |         | 芝2000m（良） | 10    | 3     | 3     | 011.20（4人）   | 01着 | R2:01.2（34.3）     | -0.1 | 0和田竜二   | 55        | （ムーンレイカー） | 466         |
| 0000.12.28 | 阪神   | 2歳500万下   |         | 芝2000m（良） | 9     | 7     | 7     | 006.50（3人）   | 02着 | R2:03.1（35.1）     | -0.1 | 0和田竜二   | 55        | シャルドネゴールド | 468         |
| 2018.01.27 | 京都   | 梅花賞       | 500万下 | 芝2400m（良） | 9     | 7     | 7     | 003.60（3人）   | 02着 | R2:28.9（34.4）     | -0.0 | 0和田竜二   | 56        | メイショウテッコン | 466         |
| 0000.03.10 | 阪神   | ゆきやなぎ賞 | 500万下 | 芝2400m（良） | 10    | 8     | 10    | 003.20（2人）   | 02着 | R2:27.1（34.5）     | -0.1 | 0和田竜二   | 56        | サトノワルキューレ | 456         |
| 0000.04.28 | 東京   | 青葉賞       | GII     | 芝2400m（良） | 18    | 7     | 15    | 019.60（7人）   | 02着 | R2:24.7（34.6）     | -0.3 | 0石橋脩     | 56        | ゴーフォザサミット | 450         |
| 0000.05.27 | 東京   | 東京優駿     | GI      | 芝2400m（良） | 18    | 7     | 14    | 099.1（13人）   | 04着 | R2:23.8（33.5）     | -0.2 | 0H.ボウマン | 57        | ワグネリアン       | 454         |
| 0000.09.23 | 阪神   | 神戸新聞杯   | GII     | 芝2400m（良） | 10    | 2     | 2     | 004.60（3人）   | 02着 | R2:25.7（33.9）     | -0.1 | 0M.デムーロ | 56        | ワグネリアン       | 468         |
| 0000.10.21 | 京都   | 菊花賞       | GI      | 芝3000m（良） | 18    | 5     | 9     | 003.60（2人）   | 02着 | R3:06.1（33.9）     | -0.0 | 0M.デムーロ | 57        | フィエールマン     | 472         |
| 2019.03.23 | 中山   | 日経賞       | GII     | 芝2500m（稍） | 12    | 6     | 7     | 002.10（1人）   | 02着 | R2:34.4（35.6）     | -0.2 | 0M.デムーロ | 55        | メイショウテッコン | 466         |
| 0000.04.28 | 京都   | 天皇賞（春） | GI      | 芝3200m（良） | 13    | 2     | 2     | 003.30（2人）   | 04着 | R3:16.0（35.2）     | -1.0 | 0M.デムーロ | 58        | フィエールマン     | 472         |
| 0000.06.23 | 阪神   | 宝塚記念     | GI      | 芝2200m（良） | 12    | 3     | 3     | 007.80（4人）   | 09着 | R2:12.6（36.4）     | -1.8 | 0横山典弘   | 58        | リスグラシュー     | 474         |
| 0000.10.06 | 京都   | 京都大賞典   | GII     | 芝2400m（良） | 17    | 2     | 4     | 005.30（2人）   | 05着 | R2:24.1（34.8）     | -0.6 | 0横山典弘   | 56        | ドレッドノータス   | 478         |
| 0000.11.24 | 東京   | ジャパンC    | GI      | 芝2400m（重） | 15    | 6     | 13    | 023.80（9人）   | 07着 | R2:25.6（34.8）     | -0.6 | 0横山典弘   | 56        | スワーヴリチャード | 462         |
| 0000.12.22 | 中山   | 有馬記念     | GI      | 芝2500m（良） | 16    | 2     | 3     | 085.0（10人）   | 10着 | R2:32.4（37.2）     | -1.9 | 0横山典弘   | 57        | リスグラシュー     | 462         |
| 2020.03.28 | 中山   | 日経賞       | GII     | 芝2500m（良） | 14    | 5     | 8     | 005.20（3人）   | 06着 | R2:33.5（36.6）     | -0.6 | 0岩田康誠   | 56        | ミッキースワロー   | 466         |
| 0000.05.03 | 京都   | 天皇賞（春） | GI      | 芝3200m（良） | 14    | 2     | 2     | 017.00（6人）   | 10着 | R3:17.9（35.5）     | -1.4 | 0川田将雅   | 58        | フィエールマン     | 474         |

## 血統表
| エタリオウの血統                           | エタリオウの血統                                     | エタリオウの血統     | （血統表の出典）     | （血統表の出典）  |
| 父系                                       | サンデーサイレンス系                                 | サンデーサイレンス系 | サンデーサイレンス系 | [ § 2 ]           |
| 父 ステイゴールド 1994 黒鹿毛              | 父の父*サンデーサイレンス Sunday Silence 1986 青鹿毛 | Halo                 | Hail to Reason       | Hail to Reason    |
| 父 ステイゴールド 1994 黒鹿毛              | 父の父*サンデーサイレンス Sunday Silence 1986 青鹿毛 | Halo                 | Cosmah               |                   |
| 父 ステイゴールド 1994 黒鹿毛              | 父の父*サンデーサイレンス Sunday Silence 1986 青鹿毛 | Wishing Well         | Understanding        | Understanding     |
| 父 ステイゴールド 1994 黒鹿毛              | 父の父*サンデーサイレンス Sunday Silence 1986 青鹿毛 | Wishing Well         | Mountain Fiower      |                   |
| 父 ステイゴールド 1994 黒鹿毛              | 父の母ゴールデンサッシュ 1988 栗毛                   | *ディクタス          | Sanctus              | Sanctus           |
| 父 ステイゴールド 1994 黒鹿毛              | 父の母ゴールデンサッシュ 1988 栗毛                   | *ディクタス          | Dronic               |                   |
| 父 ステイゴールド 1994 黒鹿毛              | 父の母ゴールデンサッシュ 1988 栗毛                   | ダイナサッシュ       | *ノーザンテースト    | *ノーザンテースト |
| 父 ステイゴールド 1994 黒鹿毛              | 父の母ゴールデンサッシュ 1988 栗毛                   | ダイナサッシュ       | *ロイヤルサッシュ    |                   |
| 母 *ホットチャチャ Hot Cha Cha 2006 黒鹿毛 | 母の父Cactus Ridge 2001 鹿毛                         | *ヘネシー            | Storm Cat            | Storm Cat         |
| 母 *ホットチャチャ Hot Cha Cha 2006 黒鹿毛 | 母の父Cactus Ridge 2001 鹿毛                         | *ヘネシー            | Island Kitty         |                   |
| 母 *ホットチャチャ Hot Cha Cha 2006 黒鹿毛 | 母の父Cactus Ridge 2001 鹿毛                         | Double Park          | Lycius               | Lycius            |
| 母 *ホットチャチャ Hot Cha Cha 2006 黒鹿毛 | 母の父Cactus Ridge 2001 鹿毛                         | Double Park          | Just Pretty          |                   |
| 母 *ホットチャチャ Hot Cha Cha 2006 黒鹿毛 | 母の母Reduced Sentence 2000 黒鹿毛                   | Broad Brush          | Ack Ack              | Ack Ack           |
| 母 *ホットチャチャ Hot Cha Cha 2006 黒鹿毛 | 母の母Reduced Sentence 2000 黒鹿毛                   | Broad Brush          | Hay Patcher          |                   |
| 母 *ホットチャチャ Hot Cha Cha 2006 黒鹿毛 | 母の母Reduced Sentence 2000 黒鹿毛                   | Long Term            | Private Account      | Private Account   |
| 母 *ホットチャチャ Hot Cha Cha 2006 黒鹿毛 | 母の母Reduced Sentence 2000 黒鹿毛                   | Long Term            | Infinite             |                   |
| 母系(F-No.)                                | (FN:5-f)                                             | (FN:5-f)             | (FN:5-f)             | [ § 3 ]           |
| 5代内の近親交配                            | 5代内アウトブリード                                  | 5代内アウトブリード  | 5代内アウトブリード  | [ § 4 ]           |
| 出典                                       | 1. 2. 3. 4.                                          | 1. 2. 3. 4.          | 1. 2. 3. 4.          | 1. 2. 3. 4.       |

- 母ホットチャチャは2009年の米GIクイーンエリザベス2世チャレンジカップステークス(芝9f)など重賞4勝[22]。2012年のファシグティプトン・ノベンバーセールで吉田勝己によって100万ドルで購入され、日本のノーザンファームへ輸入された[23]。